# Kolding Egnsteater
Kolding Egnsteater (indtil 2021 Mungo Park Kolding) er et egnsteater på Fredericiagade i Kolding, lige nedenfor Staldgården.
Teatret blev startet som "Mungo Park Kolding" i november 2008 i byens gamle bibliotek, som et søsterteater til teatret Mungo Park i Allerød. De to Mungo Park teatre udgjorde to selvstændige teatre med hver sin kunstneriske profil, hver sin bestyrelse og hver sin kunstneriske leder.
1. januar 2021 skiftede teatret efter en længere proces navn til Kolding Egnsteater.
Mungo Park Kolding markerede sig med en række debatskabende forestillinger bl.a. Rindal (2014), Folkeskolereformen (2015), De Stuerene (2016) og Nationen (2017).[kilde mangler]

## Scener
- Store Sal: 175 siddepladser
- Lille Sal: 50 siddepladser
- Foyerscene: ca. 100 pladser

## Ensembleskuespillere på Mungo Park Kolding (2017)
- Maja Juhlin
- Frank Thiel
- Magnus Christensen
- Marie Nørgaard

## Tidligere ensembleskuespillere
- Jesper Riefenstahl (2009 - 2016)
- Morten Brovn (2009 - 2012)
- Gry Guldager (2010 - 2012)
- Christine Sønderris (2009 - 2011)
- Rebekka Owe (2009 - 2011)
- Iben Dorner (2009 - 2010)

## Teaterdirektører
- Moqi Simon Trolin (2008 - 2012)
- Lasse Bo Handberg (2012 - 2017)
- Sophie Lauring (2017 - 2022
- Jakob Tekla Jørgensen (2022 - )